# Danièle Thompson
Danièle Thompson (Monaco, 3 gennaio 1942) è una sceneggiatrice e regista francese.

## Biografia
Figlia del regista Gérard Oury e dell'attrice Jacqueline Roman, è autrice di molti importanti e popolari successi del cinema francese, compresi quelli diretti dal padre, a partire da Tre uomini in fuga (1966). Ha partecipato alla scrittura, fra gli altri, de Il tempo delle mele (1980) e dei suoi seguiti.
È stata candidata cinque volte ai Premi César, di cui quattro per la migliore sceneggiatura: nel 1995 per La regina Margot, nel 1999 per Ceux qui m'aiment prendront le train, nel 2000 per Pranzo di Natale e nel 2007 per Un po' per caso, un po' per desiderio, e una nel 2000 per la miglior opera prima per Pranzo di Natale, con cui ha esordito alla regia e con cui ha vinto il Premio Lumière per la migliore sceneggiatura. 
Nel 2010 ha firmato con Isabelle Adjani, Paul Auster, Isabelle Huppert, Milan Kundera, Salman Rushdie, Mathilde Seigner e Jean-Pierre Thiollet una petizione a favore della liberazione di Roman Polański.

## Filmografia

### Sceneggiatrice
- Tre uomini in fuga (La grande vadrouille), regia di Gérard Oury (1966)
- Il cervello (Le cerveau), regia di Gérard Oury (1969)
- Mania di grandezza (La folie des grandeurs), regia di Gérard Oury (1971)
- Le folli avventure di Rabbi Jacob (Les aventures de Rabbi Jacob), regia di Gérard Oury (1973)
- Cugino, cugina (Cousin cousine), regia di Jean-Charles Tacchella (1975)
- Claudine à l'école, regia di Édouard Molinaro (1978) - film TV
- Va voir maman, papa travaille, regia di François Leterrier (1978)
- Claudine à Paris, regia di Édouard Molinaro (1978) - film TV
- Claudine s'en va, regia di Édouard Molinaro (1978) - film TV
- La svignata (La carapate), regia di Gérard Oury (1978)
- L'ombrello bulgaro (Le coup du parapluie), regia di Gérard Oury (1980)
- Il tempo delle mele (La boum), regia di Claude Pinoteau (1980)
- L'asso degli assi (L'as des as), regia di Gérard Oury (1982)
- Il tempo delle mele 2 (La boum 2), regia di Claude Pinoteau (1982)
- La vengeance du serpent à plumes, regia di Gérard Oury (1984)
- Levy e Goliath (Lévy et Goliath), regia di Gérard Oury (1987)
- Voglia d'amare (Maladie d'amour), regia di Jacques Deray (1987)
- Il tempo delle mele 3 (L'étudiante), regia di Claude Pinoteau (1988)
- Vanille fraise, regia di Gérard Oury (1989)
- La neige et le feu, regia di Claude Pinoteau (1991)
- La femme de l'amant, regia di Christopher Frank (1992) - film TV
- Les marmottes, regia di Elie Chouraqui (1993)
- La regina Margot (La reine Margot), regia di Patrice Chéreau (1994)
- Des gens si bien élevés, regia di Alain Nahum (1997) - film TV
- Il rosso e il nero (Le rouge et le noir), regia di Jean-Daniel Verhaeghe (1997) - film TV
- Paparazzi, regia di Alain Berbérian (1998)
- Ceux qui m'aiment prendront le train, regia di Patrice Chéreau (1998)
- Belle maman, regia di Gabriel Aghion (1999)
- Pranzo di Natale (La Bûche) (1999) - anche regista
- La bicyclette bleue, regia di Thierry Binisti (2000) - film TV
- Belfagor - Il fantasma del Louvre (Belphégor - Le fantôme du Louvre), regia di Jean-Paul Salomé (2001)
- Jet Lag (Décalage horaire) (2002) - anche regista
- Le cou de la girafe, regia di Safy Nebbou (2004)
- Un po' per caso, un po' per desiderio (Fauteuils d'orchestre) (2006) - anche regista
- Le code a changé (2009) - anche regista

### Regista
- Pranzo di Natale (La Bûche) (1999)
- Jet Lag (Décalage horaire) (2002)
- Un po' per caso, un po' per desiderio (Fauteuils d'orchestre) (2006)
- Le code a changé (2009)
- Benvenuti a Saint-Tropez (Des gens qui s'embrassent) (2013)